# Aleksandra Romanić
Aleksandra Romanić, vodeća BiH pijanistica.

## Životopis
Rođena je u Zagrebu. U Sarajevu je učenica Faride Mušanović kod koje završava srednju glazbenu školu. Već sa 16 godina odlazi u Moskvu gdje ostaje punih devet godina u prestižnoj klasi Vere Gornostaeve na Konzervatoriju Čajkovski. Kasnije se usavršavala na Julliardu u New Yorku kod prof. Gyorgy Sandora. 
Dobitnica je velikog broja nagrada na značajnim jugoslavenskim i inozemnim natjecanjima i svakako je jedna od najboljih pijanistica s prostora bivše Jugoslavije.
Bila je profesor na Muzičkoj akademiji u Sarajevu i ima bogatu koncertnu karijeru širom Europe i SAD-a.
Kao solistica, nastupala je sa svim velikim orkestrima bivše Jugoslavije, kao i s Münchenskim filharmoničarima. Gostovala je na renomiranim festivalima: Dubrovačke ljetne igre, Interforum Budimpešta, Maltafest, Festival Ljubljana itd. Svira djela standardne klavirske literature. Njene interpretacije muzička kritika označava kao izuzetan spoj lirizma i virtuoznosti. Za izvedbe i snimke malo poznate klavirske literature (Galuppi, Medtner, Koechlin, Zilcher) je dobila laskave kritike. Trenutno živi u Münchenu.